# Jamestown (Rhode Island)
Jamestown é uma vila localizada no estado americano de Rhode Island, no condado de Newport. Foi fundada em 1639 e incorporada em 1678.

## Geografia
De acordo com o United States Census Bureau, a vila tem uma área de 91,5 km², onde 24,5 km² estão cobertos por terra e 67 km² por água.

## Demografia
Segundo o censo nacional de 2010, a sua população é de 5 405 habitantes e sua densidade populacional é de 220,83 hab/km². Possui 2 998 residências, que resulta em uma densidade de 122,49 residências/km².